# 배원영
배원영(1962년 1월 15일 ~ )은 OB, 빙그레에서 뛰었던 전 야구 선수다. 등번호는 42번이며, 통산 성적은 2시즌 7경기 2타수 무안타 1득점이다.

## 출신 학교
- 세광중학교
- 세광고등학교
- 건국대학교

## 사건 사고
1984년 선배들의 지시에 따라 경기 중 상대 팀인 삼성의 김영덕 감독을 '변태'라고 부르며 놀렸다. 결국 경기 후 OB 벤치로 온 김영덕 감독에게 뺨을 맞은 적이 있었다.

## 같이 보기
- 1984년 OB 베어스 시즌
- 빙그레 이글스 연도별 선수 명단